# Anatis ocellata
Anatis ocellata је инсект из реда тврдокрилаца (Coleoptera) и породице бубамара (Coccinellidae).

## Распрострањеност
Врста насељава континенталну Европу, Русију, централну Азију, Монголију, северну Кину, западну Канаду и Корејско полуострво.

## Опис
Anatis ocellata је велика бубамара овалног тела, са дужином која је 1,4 до 1,5 пута колико ширина. Покрилца су бледосмеђа до црвенкастосмеђа са црним тачкама оивиченим крем бојом. Понекад се среће варијанта код које су црне тачке одсутне. Тело јој је дугачко 7,5–9 mm.